# Enrico Arbarello
Enrico Arbarello (né le 26 novembre 1945, à Rome) est un mathématicien italien du XXe siècle.

## Biographie
Enrico Arbarello (ancien élève d'Emma Castelnuovo,elle-même fille de Guido Castelnuovo) est diplômé de l'Université de Rome en 1969 et a obtenu son doctorat de l'Université de Columbia en 1973 sous la direction de Lipman Bers (et Herbert Clemens)  Weierstrass points and moduli of curves. Il est ensuite professeur assistant à l'Université Harvard jusqu'en 1975 et aussi de 1979 à 1981. De 1982 à 1996, il est professeur de mathématiques à la Sapienza de Rome. Il travaille ensuite comme professeur à l'École Normale Supérieure de Pise (dont il a également édité les Annali) jusqu'en 2000. Il est ensuite professeur à l'Université de La Sapienza à Rome.
Il est ensuite professeur adjoint à l'Université Harvard jusqu'en 1975 et de 1979 à 1981. De 1982 à 1996, il est professeur de mathématiques à la Sapienza de Rome. Il a ensuite travaillé comme professeur à l'École normale supérieure de Pise jusqu'en 2000 (dont il a également édité les Annali). Il est professeur émérite à l'Université de La Sapienza à Rome.
Enrico Arbarello  a effectué de nombreux séjours scientifiques : en 1993-94 et en 2005, il est à l'Institute for Advanced Study, en 1983 à l'École polytechnique en tant que maître de recherche, en 1984-85 et en 1999 il est au Courant Institute of Mathematical Sciences de l'Université de New York ; plus ponctuellement il est en 1992 au Tata Institute of Fundamental Research, en 1988 au MIT, en 2004 à l'Université Columbia et 1995 à l'Institut Henri-Poincaré à Paris.

## Distinctions
En 1986, il est conférencier invité au Congrès international des mathématiciens de Berkeley (Periods of Abelian Integrals, Theta functions and differential equations of Korteweg-deVries Type). Il est membre de l'Académie des Lyncéens, de l'Académie nationale des sciences (Italie) (Accademia Nazionale delle Scienze ) et de l'Academia Europaea (2013).
Il est membre élu de l'American Mathematical Society.
En 1985 il reçoit le prix mathématique de l'Académie italienne des sciences.

## Publications (sélection)
- Enrico Arbarello, Maurizio Cornalba, Phillip A. Griffiths et Joseph D. Harris, Geometry of Algebraic Curves: Volume I, Springer, coll. « Grundlehren der mathematischen Wissenschaften » (no 267), 1985 (ISBN 978-1-4419-2825-2)

- Enrico Arbarello, Maurizio Cornalba et Phillip A. Griffiths, Geometry of Algebraic Curves: Volume II with a contribution by Joseph Daniel Harris, Springer Berlin Heidelberg, coll. « Grundlehren der mathematischen Wissenschaften » (no 268), 2011 (ISBN 978-3-540-42688-2)